# Розподільна мережа

Докладна карта напруги та частоти побутових електричних мереж у світі

Розподі́льна мере́жа — електрична мережа від ввідного пристрою (ВП), ввідно-розподільного пристрою (ВРП), головного розподільного щита (ГРЩ) (розміщуються на ближній підстанції або на вводі кабелю в будинок) до розподільних пристроїв та щитків (для багатоквартирних будинків, це поверховий розподільний щиток на сходовому майданчику або квартирний щиток, розташований в квартирі; для приватних будинків — це обліково-розподільний щиток, котрий розташовують на видимій з вулиці зовнішній стіні будинку).
Розподіл електроенергії є завершальним етапом постачання електроенергії; розподільна мережа переносить електроенергію від системи передавання до окремих споживачів.  

## Історія
Додаткова інформація: Історія передавання електроенергії

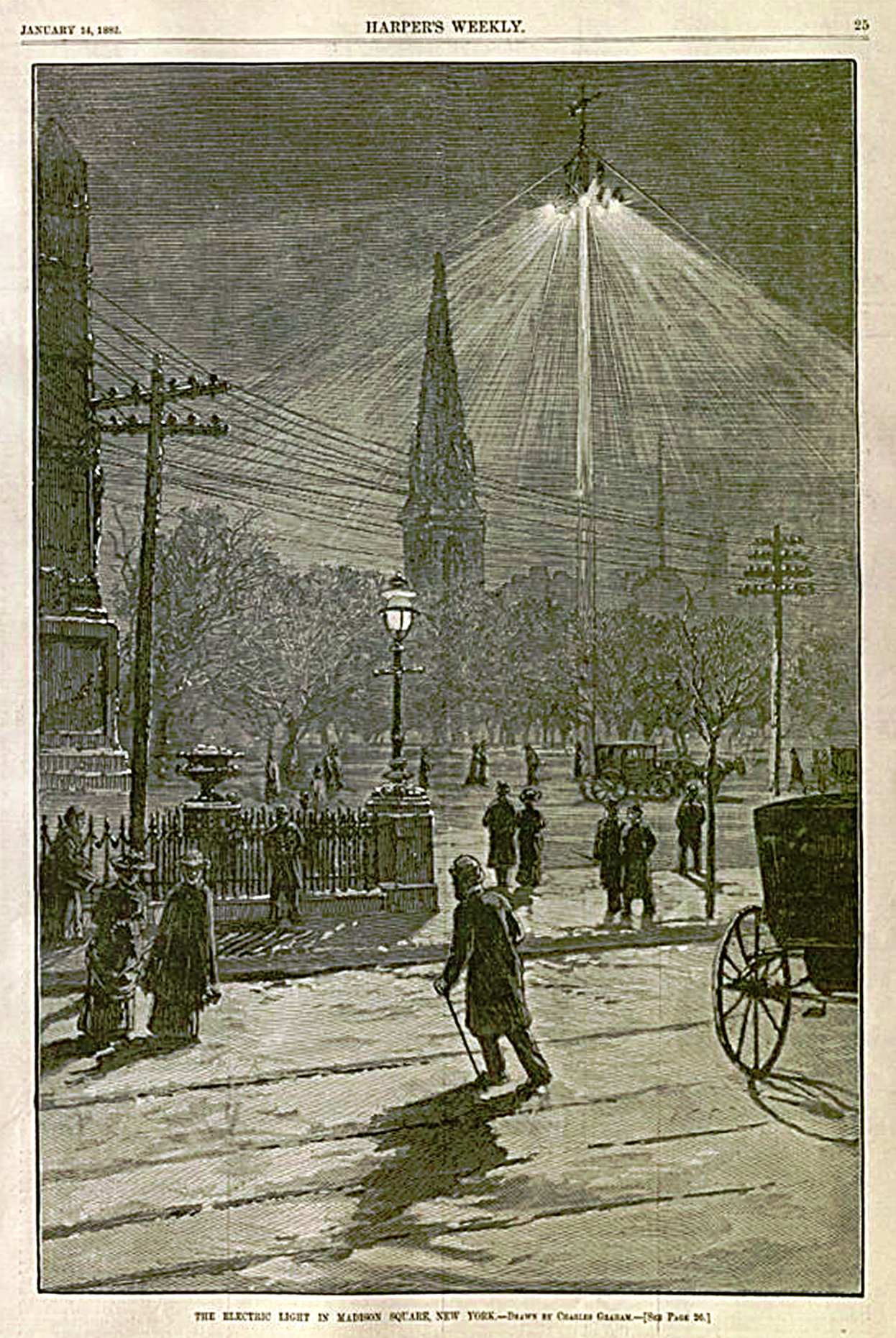
Наприкінці 1870-х і на початку 1880-х років відбулося впровадження дугових ламп для освітлення на вулиці або у великих закритих приміщеннях, наприклад система Brush Electric Company, встановлена 1880 року в Нью-Йорку.

Потреба у розподілі електроенергії виникла лише у 1880-х роках, коли її почали виробляти на електростанціях. До цього електроенергію зазвичай виробляли там, де її використовували. Перші системи розподілу електроенергії, встановлені в містах Європи та США, застосовувалися для забезпечення освітлення: дугове освітлення, що працювало від дуже високої напруги (близько 3000 вольт), змінного (AC) або постійного струму (DC), а також лампи розжарювання, що працювали від низької напруги (100 вольт) постійного струму. Обидва види витіснили системи газового освітлення, причому дугове освітлення охопило освітлення великих площ і вулиць, а лампи розжарення замінили газ для освітлення підприємств і житлових будинків.
Системи внутрішнього освітлення з лампами розжарювання постійного струму, наприклад, перша станція Edison Pearl Street, встановлена 1882 року, мала труднощі з забезпеченням споживачів на відстані більше ніж милі. Це було пов’язано з низькою напругою 110 вольт, яка використовувалася в усій системі, від генераторів до кінцевого використання. Система постійного струму Едісона, потребувала грубих мідних силових кабелів, а генерувальні станції мали бути в межах приблизно 1,5 милі (2,4 км) від найдальшого споживача, щоб уникнути надмірно великих і дорогих провідників.

### Введення трансформатора
Передавання електроенергії на велику відстань під високою напругою, а потім її зниження до нижчої напруги для освітлення, стало загальновизнаною інженерною перешкодою для розподілу електроенергії з багатьма, не дуже задовільними рішеннями, випробуваними компаніями що запроваджували освітлення. У середині 1880-х років відбувся прорив із розробкою діяльних трансформаторів, які дозволили «збільшити» напругу змінного струму до набагато вищої напруги передавання, а потім знизити до нижчої напруги кінцевого користувача. Завдяки значно нижчим витратам на передавання електроенергії та більшій економії завдяки великим електростанціям, які забезпечували цілі міста та регіони, використання змінного струму швидко поширилося.
Для прикладу, у США змагання між постійним і змінним струмом набуло особливого розмаху наприкінці 1880-х років у вигляді «війни струмів», коли Томас Едісон почав нападати на Джорджа Вестінгауза та його розробку перших американських трансформаторних систем змінного струму, вказуючи на всі смерті спричинені високовольтними системами змінного струму протягом багатьох років, і стверджуючи, що будь-яка система змінного струму за своєю суттю, була небезпечною. Пропагандистська кампанія Едісона тривала недовго, і його фірма сама перейшла на змінний струм 1892 року.
Змінний струм став чільною формою передавання електроенергії, з інноваціями в Європі та США в конструкції електродвигунів і розробкою інженерних універсальних систем, котрі дозволяли приєднувати велику кількість застарілих електричних систем до великих мереж змінного струму.
У першій половині 20 століття в багатьох місцях електроенергетична галузь була вертикально інтегрованою, тобто одна компанія виробляла, передавала, розподіляла, вимірювала споживання та виставляла рахунки. Починаючи з 1970-х і 1980-х років, багато країн почали процес дерегуляції та приватизації, що привело до появи ринків електроенергії (в Україні 2017 року також було ухвалено закон (2019-VIII) про ринок електроенергії, який скасував цінове регулювання на неї). Система розподілу залишатиметься регульованою, але вироблення, роздрібна торгівля та інколи системи передавання електроенергії, будуть перетворені на конкурентні ринки.

## Регіональні відмінності

### Системи 220–240 вольт

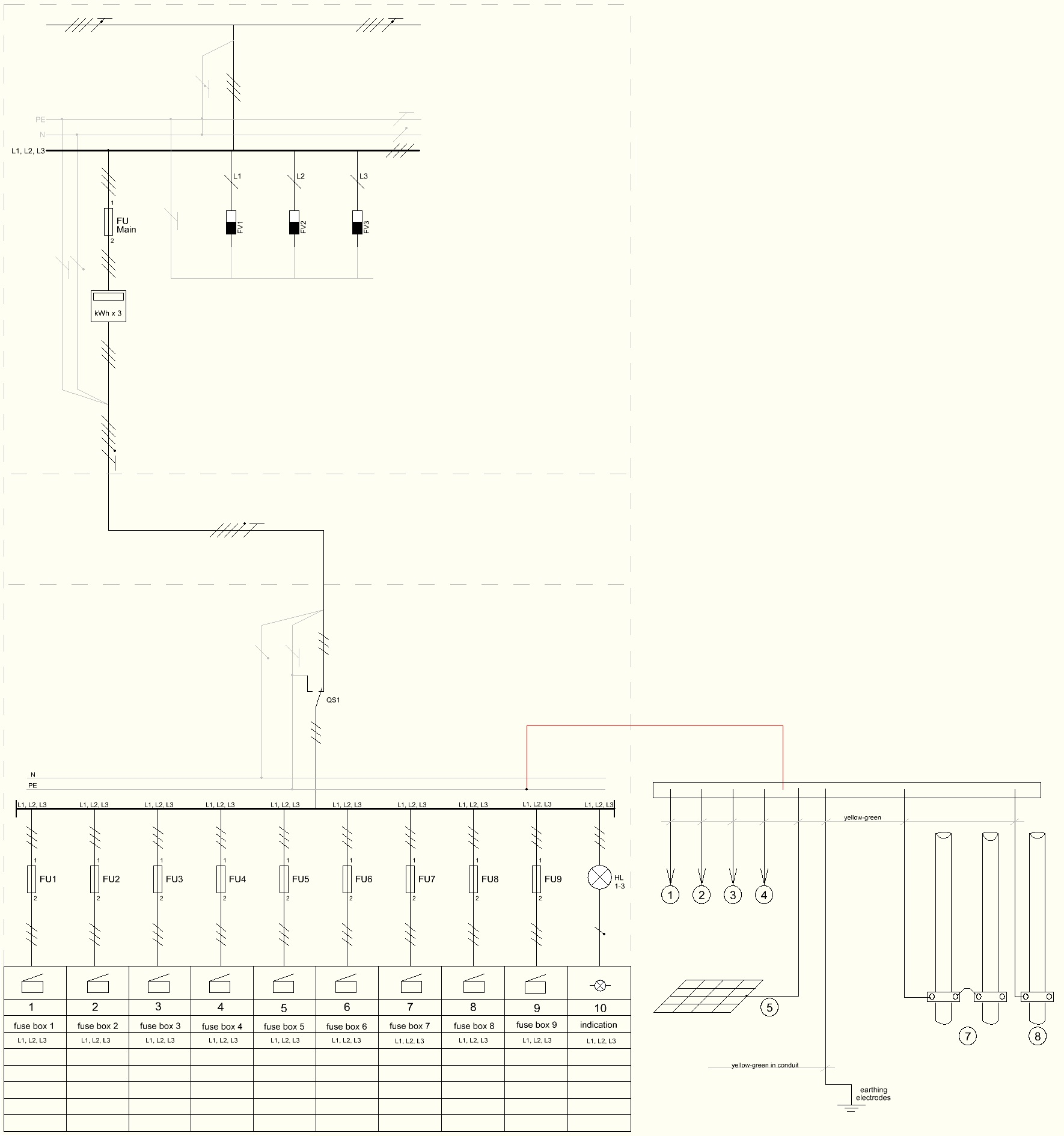
Трифазна електрична схема розподільного пристрою 400 вольт

У більшості країн світу використовується однофазна напруга 50 Гц 220 або 230 В, або 3-фазна напруга 400 В для великих побутових і легких промислових послуг. У цій системі первинна розподільна мережа, постачає електроенергію кільком підстанціям на певну територію, і потужність з напругою 230 В/400 В від кожної підстанції, безпосередньо розподіляється кінцевим користувачам у межах зазвичай менше 1 км. Три проводи під напругою (гарячі) і нейтраль, підводяться до будівлі (на ГРЩ) для трифазного обслуговування. Однофазний розподіл з одним проводом під напругою та нейтраллю, використовується вдома, де загальне навантаження невелике. У Європі електроенергія зазвичай, розподіляється для промислових і побутових потреб за допомогою трифазної чотирипровідної системи. Це дає міжфазну напругу 400 вольт (з'єднання зіркою) та однофазну напругу 230 вольт між будь-якою фазою та нейтраллю. Для прикладу у Великій Британії звичайна міська або приміська низьковольтна підстанція, здебільшого, має потужність від 150 кВА до 1 МВА і живить цілий район із кількох сотень будинків. Трансформатори, переважно, розраховані на середнє навантаження від 1 до 2 кВт на домогосподарство, а службові запобіжники (автоматичні вимикачі) та кабель розраховані так, щоби дозволити будь-якій одній власності, споживати пікове навантаження, можливо, у десять разів більше. Для промислових споживачів, також доступна 3-фазна напруга 690/400 вольт, або вона може вироблятися на місці. Великі промислові споживачі можуть мати власні трансформатори з вхідною напругою від 10 кВ до 220 кВ.
Метою під'єднання електричної системи споживача до землі (занулення/заземлення), є обмеження перенапруги котра може виникнути, якщо наприклад проводи високої напруги, впадуть на повітряні лінії нижчої напруги, які зазвичай розташовані ближче до землі, або коли відбувається пошкодження у розподільному трансформаторі чи відбувається удар блискавки в електромережу. В Україні застосовуються системи заземлення TN-S та TN-C-S.

## Потреба у розвитку розподільної мережі
Особлива проблема, яка розповсюджена наприклад в Норвегії, спричинена великою кількістю наявних там електромобілів. Ця держава є однією з країн із найбільшою кількістю електромобілів у Європі. Продажі в країні настільки великі, що це вважається рушійним чинником для виробників автомобілів, стосовно розробки нових різновидів електромобілів. Коли ці автомобілі заряджаються, споживається стільки енергії, що це може створити перешкоди з напругою в низьковольтній розподільній мережі. Це спричинює такі проблеми, як стрибки напруги, мерехтіння, несиметрична напруга та надлишкові гармонічні складові напруги. Дослідження, проведене для NVE 2014 року, показало, що до 40% розподільної мережі Норвегії можуть бути занадто слабкими. Індукційні плити, проточні водонагрівачі та двигуни з прямим пуском для теплових насосів, також допомагають створити цей тип проблеми напруги. Крім того, NVE підрахувала у звіті за 2014 рік, що потреба в інвестиціях у розподільну мережу низької напруги до 2024 року, становитиме 14,4 мільярда норвезьких крон.
У звіті від 2016 року NVE визначило, що тодішня електромережа Норвегії, зможе обслуговувати 1,5 мільйона електромобілів 2030 року. Однак припущення полягало в тому, що більша частина заряджання відбуватиметься вночі, коли інші види споживання є низькими.